# Ronde van Vlaanderen 2002/Startlijst
Onderstaand het volledige deelnemersveld van de 86e Ronde van Vlaanderen verreden op 7 april 2002. De Italiaan Andrea Tafi (Mapei) kwam in Meerbeke als winnaar over de streep. De vijfentwintig deelnemende ploegen konden acht renners selecteren.
Flagrant was het debuut van de 21-jarige Tom Boonen. De Belg won de Ronde van Vlaanderen drie maal. Hij reed als neoprof voor de Amerikaanse ploeg US Postal–Berry Floor. Een week later werd Boonen derde in Parijs-Roubaix. Zijn ploeggenoot Lance Armstrong, wereldkampioen in 1993 en ooit zevenvoudig Ronde van Frankrijk-winnaar, debuteerde evenzeer.
De Italiaan Gianluca Bortolami (Vini Caldirola) droeg nummer één als titelverdediger.

## Ploegen

### Tacconi Sport–Vini Caldirola
1.  Gianluca Bortolami K

2.  Gabriele Balducci DNF

3.  Andrej Hauptman

4.  Mauro Radaelli DNF

5.  Mauro Gerosa DNF

6.  Nicola Minali DNF

7.  Diego Ferrari

8.  Paolo Bossoni DNF

### Domo–Farm Frites
11.  Enrico Cassani

12.  Wilfried Cretskens

13.  Servais Knaven

14.  Dave Bruylandts

15.  Marco Milesi

16.  Johan Museeuw K 

17.  Fred Rodriguez 

18.  Max van Heeswijk

### Rabobank
21.  Marc Wauters

22.  Markus Zberg K

23.  Coen Boerman DNF

24.  Matthé Pronk

25.  Karsten Kroon

26.  Jan Boven

27.  Matthew Hayman

28.  Steven de Jongh DNF

### iBanesto.com
31.  Juan Antonio Flecha K

33.  José Iván Gutiérrez  DNF

34.  Pablo Lastras DNF

35.  Jon Odriozola DNF

36.  David Navas DNF

37.  Rubén Plaza DNF

38.  Xabier Zandio

### Acqua e Sapone
41.  Mario Cipollini K

42.  Gabriele Colombo

43.  Giovanni Lombardi

44.  Mario Scirea

45.  Guido Trenti

46.  Martin Derganc DNF

47.  Simone Masciarelli DNF

48.  Massimo Giunti

### Lotto–Adecco
51.  Peter Van Petegem K 

52.  Niko Eeckhout DNF

53.  Serge Baguet

54.  Hans De Clercq

55.  Thierry Marichal DNF

56.  Aart Vierhouten

57.  Glenn D'Hollander

58.  Stefan van Dijk

### Lampre–Daikin
61.  Ludo Dierckxsens K

62.  Raivis Belohvoščiks DNF

63.  Gabriele Missaglia

64.  Maximilian Sciandri

65.  Marco Serpellini

66.  Zbigniew Spruch

67.  Luciano Pagliarini DNF

68.  Johan Verstrepen DNF

### Mapei–Quick Step
71.  Paolo Bettini

72.  László Bodrogi

73.  Fabien De Waele

74.  Robert Hunter

75.  Daniele Nardello 

76.  Tom Steels

77.  Andrea Tafi K 

78.  Stefano Zanini

### Fassa Bortolo
81.  Fabio Baldato DNF

82.  Michele Bartoli K

83.  Sergej Ivanov

84.  Dmitri Konysjev 

85.  Nicola Loda DNF

86.  Alessandro Petacchi DNF

87.  Roberto Petito DNF

88.  Denis Zanette

### Team Coast
91.  Stefan Adamsson

92.  Bekim Christensen

93.  Fabrizio Guidi DNF

94.  Rolf Huser

95.  Frank Høj

96.  Lars Michaelsen K

97.  Malte Urban DNF

98.  Raphael Schweda

### Telekom
101.  Rolf Aldag

102.  Ralf Grabsch DNF

103.  Danilo Hondo

104.  Kai Hundertmarck

105.  Andreas Klier K

106.  Stephan Schreck

107.  Steffen Wesemann DNF

108.  Erik Zabel

### Cofidis
111.  Tom Flammang DNF

112.  Peter Farazijn

113.  Claude Lamour

114.  Nico Mattan K

116.  Jo Planckaert

117.  Philippe Gaumont DNF

118.  Janek Tombak DNF

### La Française des Jeux
121.  Jacky Durand

122.  Frédéric Guesdon K

123.  Christophe Mengin

124.  Jean-Patrick Nazon DNF

125.  Franck Pencolé DNF

126.  Franck Perque

127.  Bradley Wiggins DNF

128.  Matthew Wilson

### Kelme–Costa Blanca
131.  José Ignacio Gutiérrez DNF

132.  Leandro Navarette DNF

133.  Alexis Rodríguez DNF

134.  Constantino Zaballa

135.  Julian Usano

136.  Jordi Riera DNF

### CSC–Tiscali
141.  Thomas Bruun Eriksen DNF

142.  Tristan Hoffman K

143.  Arvis Piziks DNF

144.  Geert Van Bondt DNF

145.  Paul Van Hyfte

146.  Jimmi Madsen

147.  Raphaël Jeune DNF

148.  Nicolas Jalabert

### Saeco–Longoni Sport
151.  Salvatore Commesso K DNF

152.  Biagio Conte DNF

153.  Fabio Sacchi DNF

154.  Mirko Celestino

155.  Jörg Ludewig DNF

156.  Torsten Nitsche

157.  Cristian Pepoli DNF

158.  Christian Wegmann DNF

### Bonjour
161.  Pascal Deramé DNF

162.  Jimmy Engoulvent DNF

163.  Sébastien Joly

164.  Emmanuel Magnien

165.  Frédéric Mainguenaud DNF

166.  François Simon

167.  Franck Renier DNF

168.  Thomas Voeckler

### Crédit Agricole
171.  Yohann Charpenteau DNF

172.  Pierrick Fédrigo DNF

173.  Cédric Hervé DNF

174.  Sébastien Hinault

175.  Thor Hushovd K

176.  Christopher Jenner

178.  Anthony Morin DNF

### Gerolsteiner
181.  René Haselbacher K DNF

182.  Sebastian Lang DNF

183.  Nicolai Bo Larsen

184.  Olaf Pollack DNF

185.  Saulius Ruškys DNF

186.  Ronny Scholz DNF

187.  Steffen Weigold

188.  Peter Wrolich

### ONCE–Eroski
191.  René Andrle DNF

192.  Rafael Díaz Justo DNF

193.  Xavier Florencio DNF

194.  Álvaro González de Galdeano DNF

195.  Jan Hruška

196.  Mikel Pradera DNF

197. — 

198. —

### Phonak Hearing Systems
201.  Denis Bertolini DNF

202.  Roger Beuchat DNF

203.  Mattias Buxhofer

204.  David Derepas

205.  Martin Elmiger 

206.  Bert Grabsch

207.  Michael Reihs DNF

208.  Aljaksandr Oesaw DNF

### US Postal–Berry Floor
211.  Lance Armstrong Resultaat (59e) geschrapt

212.  Tom Boonen

213.  Antonio Cruz DNF

214.  George Hincapie K

215.  Floyd Landis DNF

216.  Pavel Padrnos

217.  Christian Vande Velde

218.  Matthew White

### Vlaanderen–T Interim
221.  Yoeri Beyens DNF

222.  Stijn Devolder DNF

223.  Geoffrey Demeyere

224.  Jurgen Guns DNF

225.  Jan Kuyckx

226.  James Vanlandschoot DNF

227.  Ruud Verbakel DNF

228.  Jan Verstraeten DNF

### Landbouwkrediet–Colnago
231.  Rolf Sørensen K

232.  Filip Meirhaeghe

233.  Michel Vanhaecke DNF

234.  Erik Lievens DNF

235.  Marc Streel DNF

236.  Jeff Louder DNF

237.  Bert De Waele

238.  Kurt Van Landeghem DNF

### Palmans–Collstrop
241.  Hans De Meester DNF

242.  Roger Hammond DNF

243.  Björn Leukemans

244.  Bart Leysen DNF

245.  Staf Scheirlinckx DNF

246.  Erwin Thijs

247.  Hendrik Van Dyck

248.  Wim Vansevenant

## Afbeeldingen

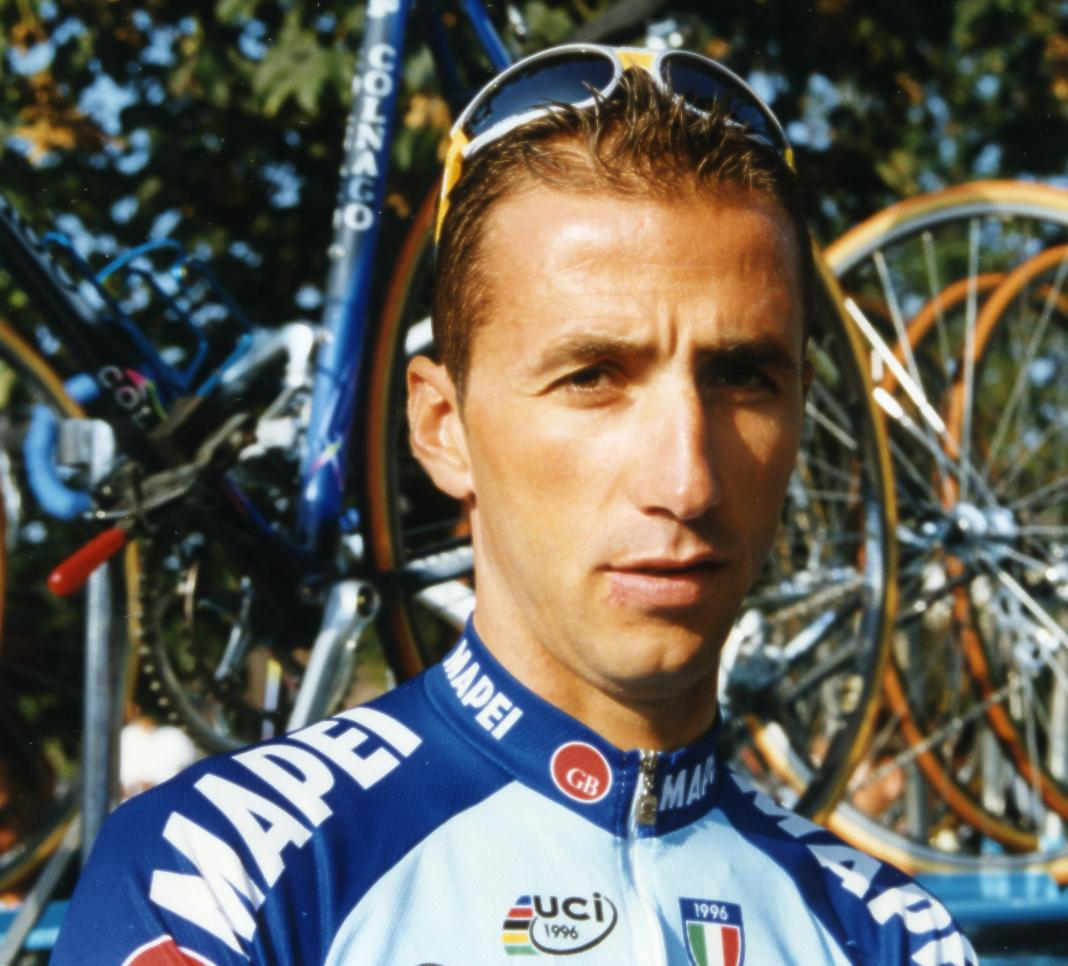
Andrea Tafi
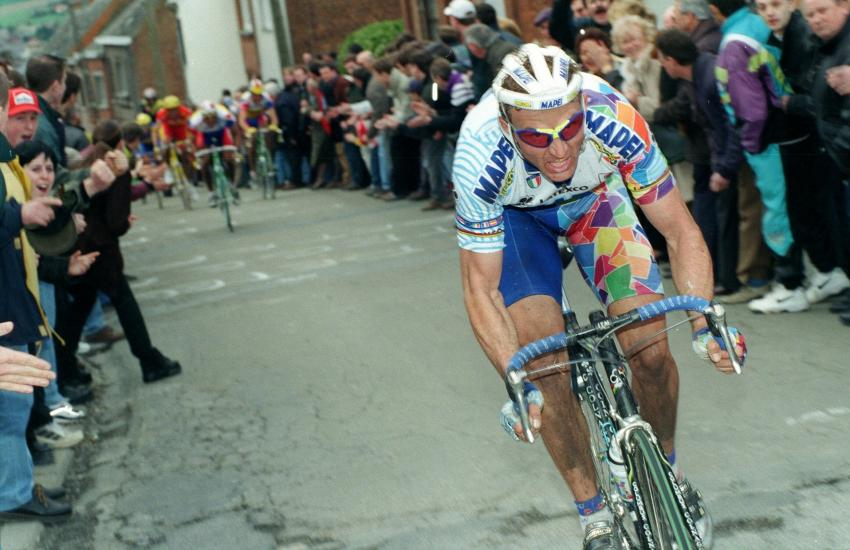
Johan Museeuw
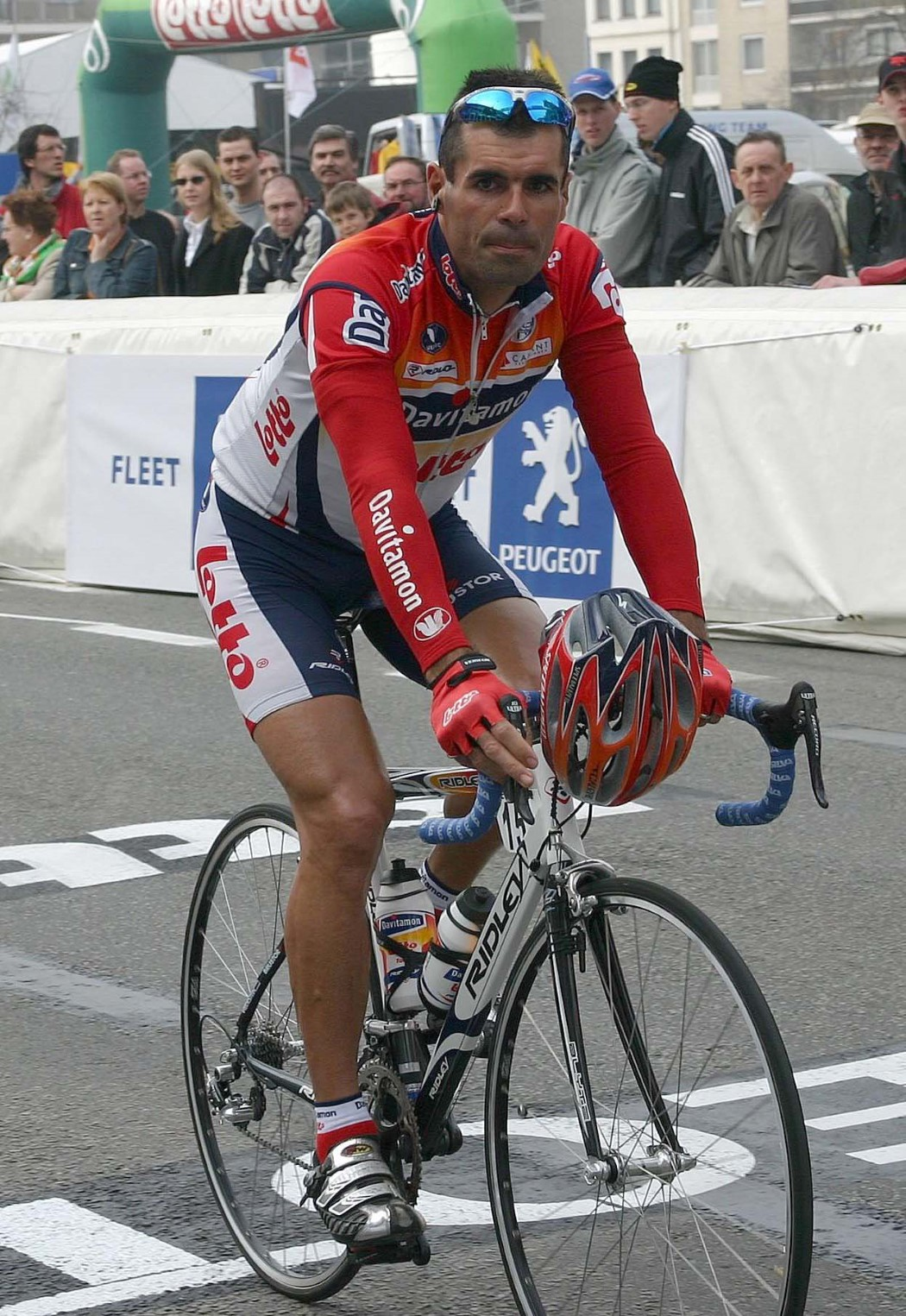
Peter Van Petegem
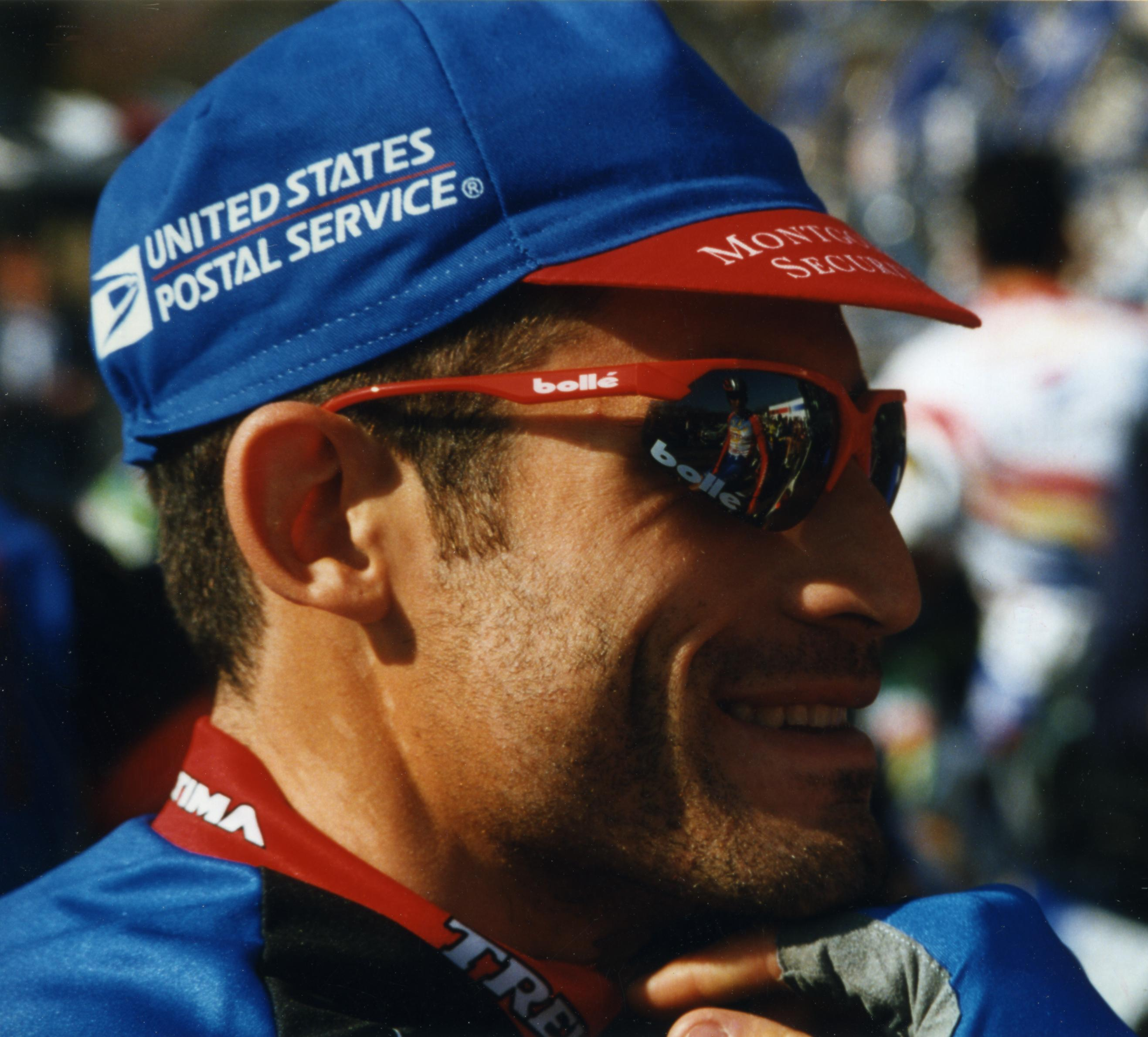
George Hincapie
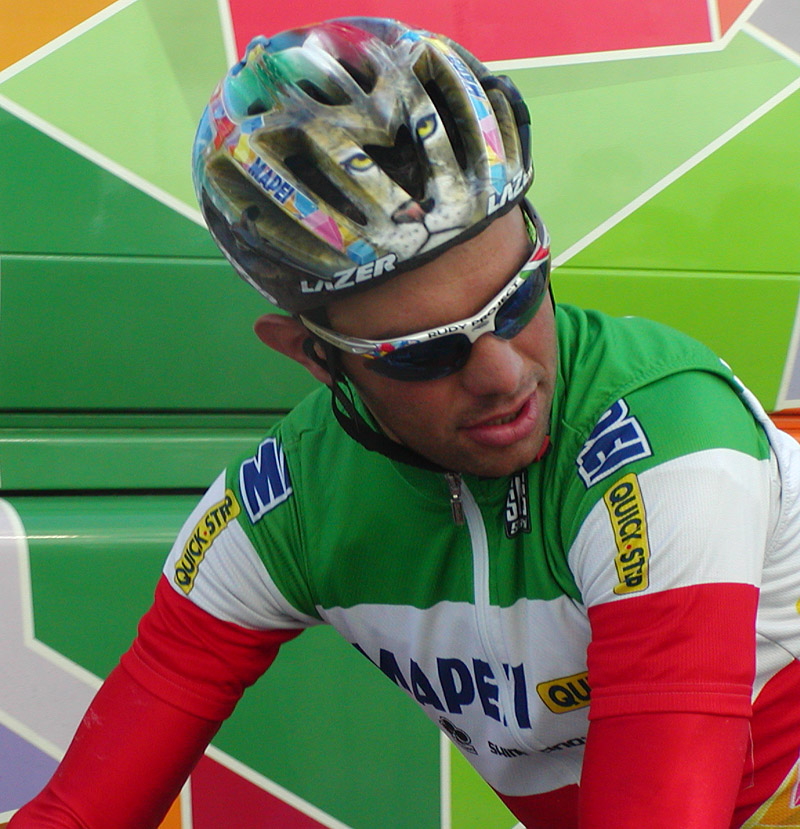
Daniele Nardello
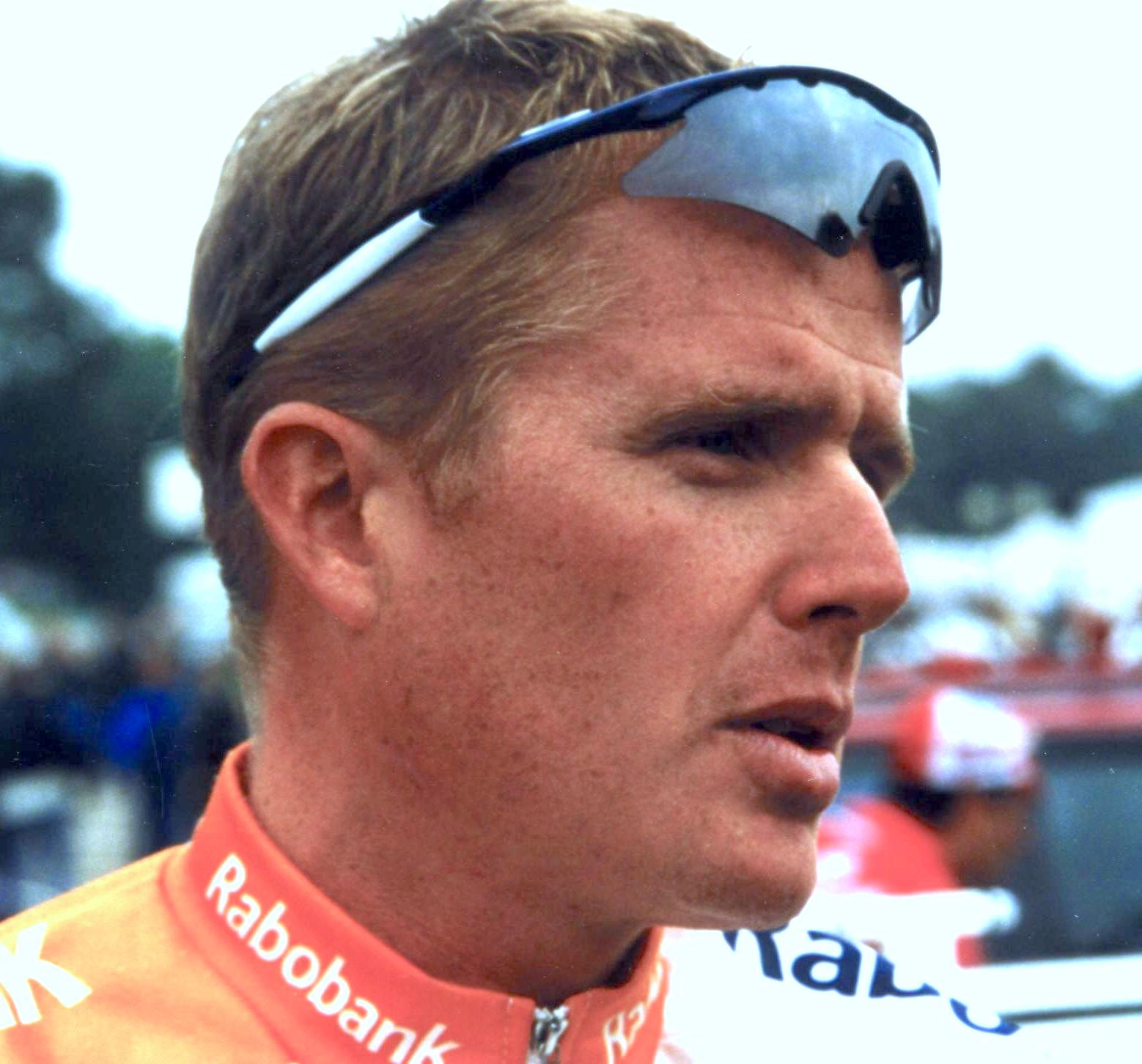
Rolf Sørensen
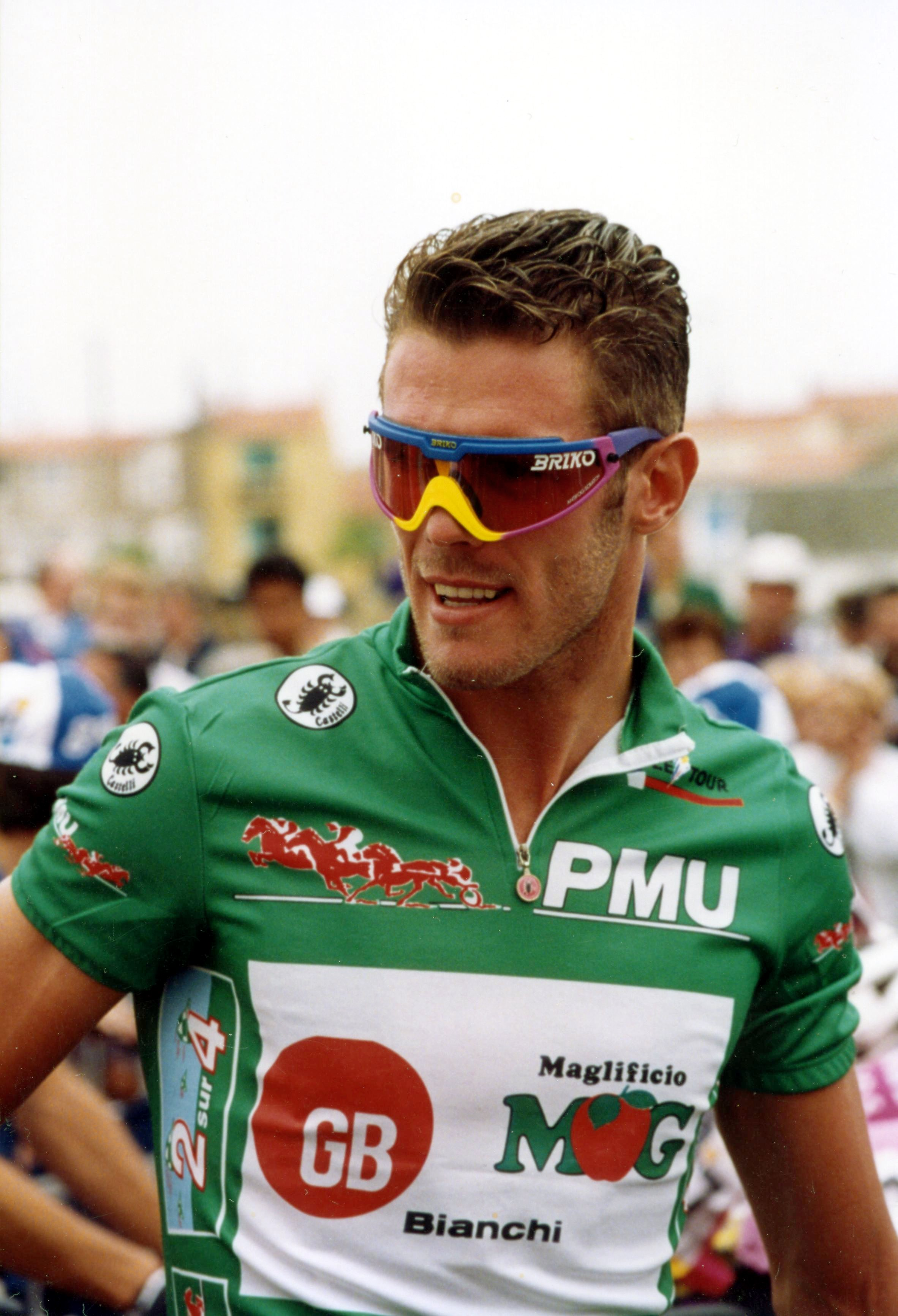
Mario Cipollini
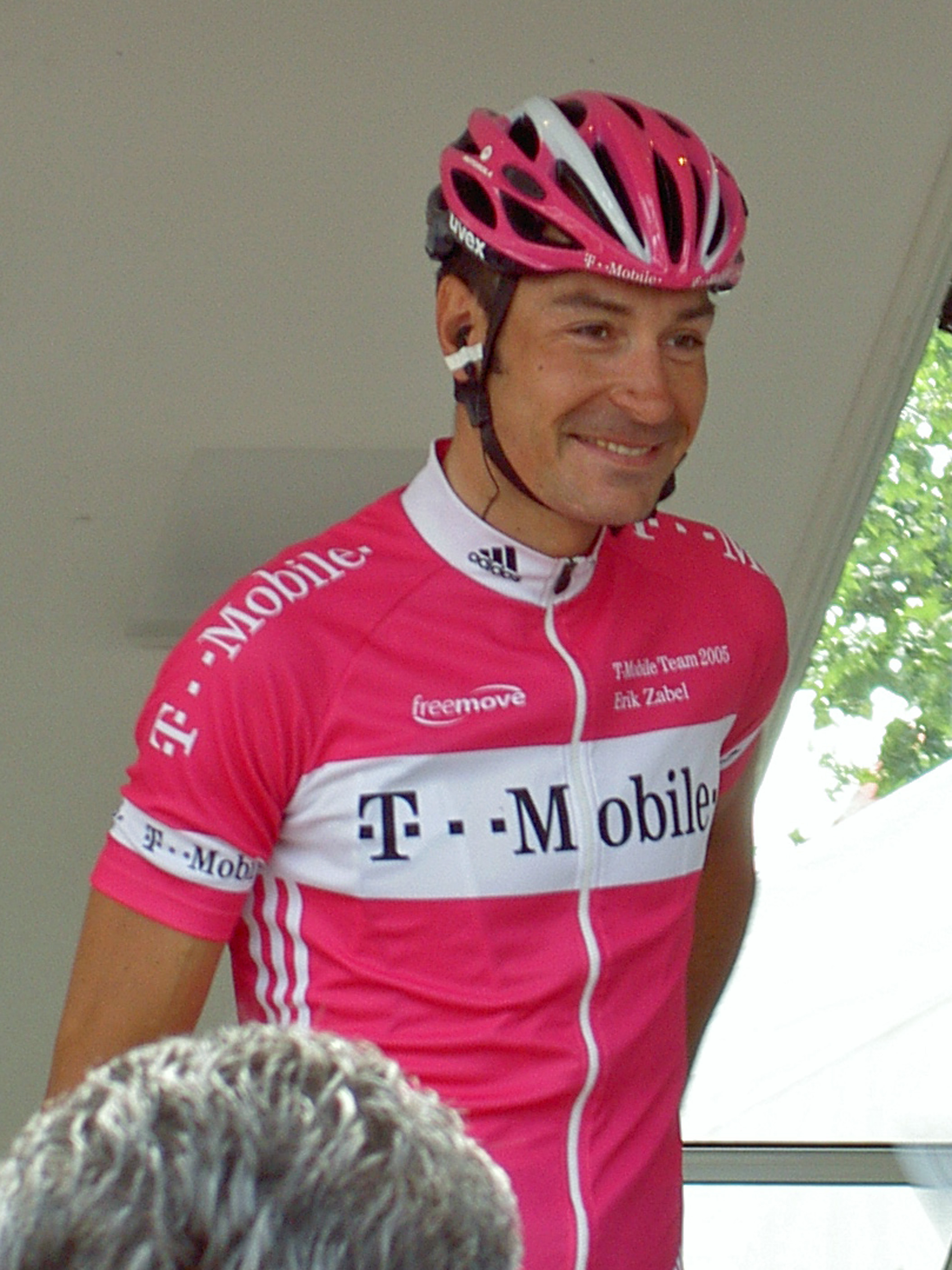
Erik Zabel

1913 · 
1914 · 
1915 · 
1916 · 
1917 · 
1918 · 
1919 · 
1920 · 
1921 · 
1922 · 
1923 · 
1924 · 
1925 · 
1926 · 
1927 · 
1928 · 
1929 · 
1930 · 
1931 · 
1932 · 
1933 · 
1934 · 
1935 · 
1936 · 
1937 · 
1938 · 
1939 · 
1940 · 
1941 · 
1942 · 
1943 · 
1944 · 
1945 · 
1946 · 
1947 · 
1948 · 
1949 · 
1950 · 
1951 · 
1952 · 
1953 · 
1954 · 
1955 · 
1956 · 
1957 · 
1958 · 
1959 · 
1960 · 
1961 · 
1962 · 
1963 · 
1964 · 
1965 · 
1966 · 
1967 · 
1968 · 
1969 · 
1970 · 
1971 · 
1972 · 
1973 · 
1974 · 
1975 · 
1976 · 
1977 · 
1978 · 
1979 · 
1980 · 
1981 · 
1982 · 
1983 · 
1984 · 
1985 · 
1986 · 
1987 · 
1988 · 
1989 · 
1990 · 
1991 · 
1992 · 
1993 · 
1994 · 
1995 · 
1996 · 
1997 · 
1998 · 
1999 · 
2000 · 
2001 · 
2002 · 
2003 · 
2004 · 
2005 · 
2006 · 
2007 · 
2008 · 
2009 · 
2010 · 
2011 · 
2012 · 
2013 · 
2014 · 
2015 · 
2016 · 
2017 · 
2018 · 
2019 · 
2020 · 
2021 · 
2022 · 
2023 · 
2024
Lijst van beklimmingen